# Bhavish Aggarwal
Bhavish Aggarwal (28 de agosto de 1985) es un emprendedor indio y cofundador de Ola Taxis.

## Primeros años
Aggarwal nació y creció en Ludhiana, Punjab.  Completó un grado de bachelor en informática e ingeniería en Instituto Indio de Tecnología Bombay en 2008. Empezó su carrera en el departamento de Búsqueda de Microsoft India como Interno de Búsqueda y más tarde como un Investigador  Ayudante.

## Carrera
Comenzó su carrera con Microsoft, donde trabajó  dos años, creoó dos patentes y publicó tres papers en journals internacionales. En enero del 2011 él cofundó Ola Taxis con Ankit Bhati en Bengaluru. En 2015, Aggarwal y Bhati fueron los dos más jóvenes en ser incluidos en la lista de los indios más ricos de aquel año.

## Premios
- ET Premios, Entrepreneur del año, 2017[8]